# Anders Johansen (político)
Anders Johansen (28 de marzo de 1929 - 23 de diciembre de 2015) fue un político noruego del Partido Laborista. 
Se desempeñó como representante adjunto en el Parlamento de Noruega de Vestfold durante los períodos 1969-1973 y 1973-1977. En total se reunió durante 2 días de sesión parlamentaria. Trabajó como superintendente en Stokke.